# Ложнопищухи
Ложнопищухи (лат. Climacteris) — род птиц семейства ложнопищуховых. Включает 5 видов.

## Описание
Внешне они похожи на евразийских пищуховых или дроздов. Это небольшие певчие птицы, длиной 14—19 см и весом 17—44 г. У них относительно длинный хвост, короткие ноги с крепкими лапками, крепкое тело и длинный, слегка изогнутый клюв. Оперение коричневого, красновато-коричневого или серовато-коричневого цвета, на брюхе светлее. Птицы плохо летают, их полёт волнообразный и скользящий.
Оседлые птицы. Питаются насекомыми и другими беспозвоночными, собирая их на стволах и ветвях деревьев. Гнёзда строят в дуплах. О птенцах заботятся оба родителя. Иногда им помогают самцы предыдущего поколения, которые не имеют пары.

## Ареал и места обитания
Все представители рода являются эндемиками Австралии. Населяют разнообразные биотопы, где есть деревья. Отсутствуют в Тасмании.